# Gérard Prévot
Gérard Prévot (Binche, 2 settembre 1921 – Bruxelles, 12 novembre 1975) è stato uno scrittore belga d’espressione francese.
Noto anche con gli pseudonimi di Diego Michigan, Francis Murphy e Red Port, assieme a Jean Ray e Thomas Owen fa parte dei grandi autori fantastici della Scuola Belga del Bizarro. Le sue opere principali sono ’’Il demone di febbraio’’ e ’’La notte del nord’’.

## Biografia
Gérard Prévot è uno scrittore belga nato a Binche il 2 settembre 1921. I suoi genitori avevano un negozio di vestiti. Cresciuto dalla nonna, ha frequentato il collegio di Notre-Dame di Binche; non è un buon allievo, ma si interessa presto alla letteratura, in particolare ai poeti maledetti. Durante l’esodo del 1940 incontra Marie-Louise Bruggeman che sposa e con la quale va a vivere a Courtrai. Nonostante la nascita di una bambina, la coppia non dura che pochi anni.
Dal mese di marzo 1945, comincia a lavorare come segretario delle edizioni Écrans du monde presso le quali pubblica il suo primo libro. Nel 1949-1950 lavora come giornalista nei quotidiani Le Peuple e La Cité. Nel 1951, va a Parigi, dove si trasferisce nel 1954, lavorando come lettore presso l’editore Gallimard. Lavora occasionalmente con Les Lettres françaises e incontra Louis Aragon, Jean Paulhan e Pierre Seghers. Passato dalla poesia al teatro al romanzo, è arrivato al racconto nei primi anni ’70, quando tornato in Belgio per vivere a Ostenda scrive a Jean-Baptiste Baronian, allora direttore della collana Marabout Fantastiche, che lo spinge verso la letteratura fantastica. Prévôt scrive racconti e romanzi ambientati nelle nebbie del Nord: saranno queste le opere per le quali sarà conosciuto nel mondo. Le sue raccolte più significative sono ‘Il demone di febbraio’’ e ‘’La notte del nord’’ (pubblicati per la prima volta in Italia da Agenzia Alcatraz) e i sei romanzi della serie Dan Dubble.
Gérard Prévot è morto a Bruxelles 12 novembre 1975 per complicazioni del diabete.

## Le Opere
- La première symphonie  1941
- Récital, 1951.
- Architecture contemporaine, 1953.
- Danger de mort, 1954.
- Ordre du jour, 1955.
- La Race des grands cadavres, 1956.
- Les Chemins de Port-Cros, 1957.
- Élégies dans un square décapité, 1958.
- La Nouvelle Eurydice, 1958. Premio Triennal de littérature dramatique.
- La Mise à mort, 1959. Premio Malpertuis.
- Europe maigre, 1961. Prix Gérard de Nerval.
- Un Prix Nobel, 1962.
- La Haute Note jaune, 1967.
- L'Invitée de Lorelei, Fleuve noir n°|162, 1969, come Francis Murphy
- Le Démon de février, 1970; Labor, 2006; trad. Luca Fassina, Il demone di febbraio, Milano: Agenzia Alcatraz, 2020.
- L'Apatride, 1971.
- L'Impromptu de Coye, 1972.
- L'Empan, édition Robert Morel, 1973.
- Celui qui venait de partout, Marabout, 1973.
- La Nuit du nord, Marabout 1974;  trad. Luca Fassina, La notte del nord, Milano: Agenzia Alcatraz, 2020.
- Le Spectre large, Marabout, 1975.
- Dan Dubble: Destination Flora (série Poche 2000, Marabout, come Red Port), 1974.
- Dan Dubble: Le pont vertical (série Poche 2000, Marabout, come Red Port), 1974.
- Dan Dubble: Vénus en maison 7 (série Poche 2000, Marabout, come Red Port), 1974.
- Dan Dubble: La grande panne (série Poche 2000, Marabout, come Red Port), 1975.
- Dan Dubble: La fin de Flora (série Poche 2000, Marabout, come Red Port), 1975.
- Dan Dubble: La cité sur l'abîme (série Dan Dubble n°1, come Red Port), 1975.